# Episode (film)
Pour plus de détails, voir Fiche technique et Distribution.
Episode est un film autrichien réalisé par Walter Reisch, sorti en 1935.

## Synopsis
En 1922, à Vienne, l'inflation et le chômage caractérisent la vie quotidienne. Pour se distraire de cette vie sans joie, la population fait la fête à outrance toute la nuit dans les bars et boites de nuit de la capital. L'étudiante viennoise en arts et métiers Valerie Gärtner perd sa petite fortune, dont elle et sa mère vivaient, à cause des spéculations du président de la banque. Le marchand d'art Torresani a remarqué son besoin et lui a acheté des céramiques. Il propose également de la soutenir mensuellement avec des dons financiers. Valérie pense qu'il attendrait quelque chose en retour et rejette l'offre avec colère. Lorsqu'elle ne sait plus quoi faire au bout d'un moment, elle demande désespérément de l'aide à Torresani. Ce dernier est également capable de la convaincre qu'il n'attend rien en retour, mais veut juste l'aider et finissent par devenir de bons amis.
Un jour, alors que Torresani ne peut se rendre à une réunion, il lui envoie le tuteur de ses fils. Il pense que Valérie est l'amante de Torresani et est d'abord très réservée à son égard. Au cours de la soirée, cependant, il tombe amoureux d'elle. Par l'intermédiaire du professeur Kinz, Valérie apprend également que Torresani a une femme et deux enfants. Elle décide qu'elle ne peut plus accepter les chèques mensuels de Torresani. Mais un ami qui ne partage pas sa décision encaisse le chèque à sa place. Cependant, elle regrette bientôt sa sournoiserie et se rend chez Torresani pour s'expliquer et tout remettre en ordre. Une fois là-bas, cependant, elle peut à peine parler et est renvoyée avec une lettre pour Valérie. Lorsqu'elle donne la lettre à Valérie, elle assume qu'il s'agit d'une lettre d'adieu de Torresani et se précipite immédiatement chez lui. Là, elle est reçue étonnamment amicale par la femme de Torresani. Il s'avère que la lettre était une invitation à une fête chez Torresani.
Par l'intermédiaire de Kinz, la femme de Torresani avait cru que Valérie était l'affaire de son mari. Cependant, l'erreur peut être corrigée et Kinz se met sur la défensive. Parallèlement, il prend enfin conscience de ses véritables sentiments pour Valérie.

## Fiche technique
- Titre français : Episode
- Réalisation : Walter Reisch
- Scénario : Walter Reisch
- Musique : Willy Schmidt-Gentner
- Production : Karl Ehrlich, Gregor Rabinovitch et Walter Reisch
- Pays d'origine : Autriche
- Format : Noir et blanc
- Date de sortie : 1935

## Distribution
- Paula Wessely : Valerie Gärtner
- Karl Ludwig Diehl (en) : Karl Kinz
- Otto Treßler : Otto Torresani
- Erika von Wagner : Mme Torresani
- Georg Tressler : Eugen
- Wolf-Dieter Tressler : Toni
- Friedl Czepa : Mizzi Maranek
- Walter Janssen : Dr Steidler
- Ferdinand Mayerhofer : Professeur
- Rosa Albach-Retty : Mme Gärtner